# رولان میشل ترامبله
رولان میشل ترامبله (به فرانسوی: Roland Michel Tremblay) نویسنده و شاعر فرانسوی است.